# Gerald Kazanowski
Gerald Francis Kazanowski (* 12. Oktober 1960 in Nanaimo) ist ein ehemaliger kanadischer Basketballspieler.

## Laufbahn
Der 2,05 Meter große Kazanowski spielte an der John Barsby Community High School, wechselte 1978 an die University of Victoria. Bis 1983 bestritt er 88 Spiele für die Hochschulmannschaft, kam auf Mittelwerte von 12,2 Punkten und 7,4 Rebounds pro Partie. Seine besten Werte erreichte er 1980/81 mit 15,3 Punkten sowie 9,5 Rebounds je Begegnung. 1980, 1981, 1982 und 1983 gewann er mit Victoria den Meistertitel in der kanadischen Hochschulliga CIAU, jeweils an der Seite seines Bruders Greg, der als Aufbauspieler zum Einsatz kam. Die Mannschaft Utah Jazz wählte Gerald Kazanowski beim Draftverfahren der NBA im Jahr 1983 in der siebten Runde aus, er spielte jedoch nie in der Liga.
1984/85 stand der als Flügel- und Innenspieler eingesetzte Kanadier bei Ron Negrita Joventut in der spanischen Liga ACB unter Vertrag, erzielte im Schnitt 11,2 Punkte und 7,7 Rebounds je Begegnung. In der Saison 1985/86 spielte er für den schwedischen Erstligisten Solna IF. Von 1986 bis 1988 war er wieder in Spanien beschäftigt, spielte dort beim Zweitligisten Elosúa León. 1988/89 stand er in Finnland beim Verein TuNMKY in der Stadt Turku unter Vertrag und kam im Schnitt auf 16,8 Punkte sowie 11,8 Rebounds je Begegnung. Kazanowski spielte als Berufsbasketballspieler ebenfalls in Argentinien, Luxemburg, in der Schweiz sowie in Mexiko.
2005 wurde er in die Ruhmeshalle des kanadischen Basketballverbands aufgenommen. Beruflich wurde Kazanowski in British Columbia nach seiner Spielerzeit als Vermögensberater tätig.

### Nationalmannschaft
Kazanowski nahm mit Kanadas Auswahl an der Junioren-Weltmeisterschaft 1979 teil. 1983 holte er mit der Studentennationalmannschaft seines Landes Gold bei der Universiade und 1985 Bronze. Er nahm auch an der Universiade 1981 teil.
Er spielte für Kanada bei den Weltmeisterschaften 1982, 1986 und 1990 sowie bei den Olympischen Sommerspielen 1984 und 1988. Bei der WM 1990 war er mit 13 Punkten je Begegnung Kanadas bester Korbschütze. Bei Olympia 1984 lag Kazanowski mit 12,6 Punkten pro Einsatz in der mannschaftsinternen Korbjägerliste auf dem zweiten Rang hinter Jay Triano.